# Biarum davisii
Biarum davisii är en kallaväxtart som beskrevs av William Bertram Turrill. Biarum davisii ingår i släktet Biarum och familjen kallaväxter. IUCN kategoriserar arten globalt som nära hotad.
Artens utbredningsområde är Kriti. Inga underarter finns listade.